# 엔조 살비

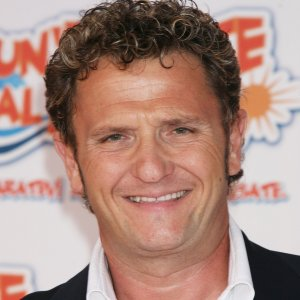

엔조 살비(Enzo Salvi, 1963년 8월 16일 ~ )는 이탈리아의 배우, 희극 배우, 각본가, 텔레비전 배우이다.
로마에서 태어났다.

## 영화
- 남부의 결혼식 (2015년)
- 너만을 사랑해 (2015년)
- 박스 오피스 3D (2011년)
- 올레 (2006년)
- 크리스마스 온 더 나일 (2002년)